# 김희수 (아나운서)
김희수(金希洙, 1973년 3월 24일 ~ )는 대한민국의 KBS 아나운서다.

## 학력
- 1989년 ~ 1992년: 서울 동성고등학교 졸업
- 1992년 ~ 1996년: 연세대학교 정치외교학과 졸업

## 경력
- 2000년 ~ 2001년: 춘천 MBC 아나운서
- 2002년: KBS 28기 공채 아나운서 (KBS광주방송총국 지역근무)
- 2023년 11월 ~ 2024년 11월: KBS 편성본부 아나운서실 한국어연구부장
- 2024년 12월 ~ : KBS 콘텐츠전략본부 아나운서실 한국어연구부장

## 진행

### 텔레비전
- KBS 라이프: 《KBS 월드뉴스》
- KBS1 《KBS 스포츠 9 주말》(2004년 5월 8일 ~ 2005년 5월 1일)
- KBS1 《KBS 뉴스 4》(2005년 1월 3일 ~ 2007년 1월 5일)
- KBS1 《KBS 뉴스 5 첫 번째》(2011년 1월 3일 ~ 2013년 4월 5일)
- KBS1 《행복한 교실》
- KBS2 《지구촌 뉴스》(2013년 4월 8일 ~ 10월 18일)
- KBS1 《KBS 뉴스 7》(2013년 10월 21일 ~ 2014년 2월 28일 / 2025년 3월 10일 ~ 현재)
- KBS1 《도전! 골든벨》출연 (2014년 6월 22일 724회 서울 동성고등학교 편 출신 동문으로 출연)
- KBS2 《KBS 글로벌 24》(2013년 10월 21일 ~ 2015년 1월 8일)
- KBS1 《KBS 뉴스 5 두 번째》(2016년 4월 25일 ~ 2018년 4월 20일)
- KBS1 《생로병사의 비밀》출연《703회 - 간식, 독인가? 약인가?》  (2019년 8월 14일)
- KBS1 《토요일 저녁 5시, 7시 뉴스》 (2019년 7월 6일 ~ 2024년 5월 25일)
- KBS1 《일요일 저녁 5시, 7시 뉴스》 임시 진행 (2024년 5월 19일)
- KBS2 《KBS 경제타임》패널 (2020년)
- KBS2 《무엇이든 물어보세요》 화요일 아나운서 임시패널 (2025년 2월 11일 ~ 2월 18일)
- KBS1 《KBS 뉴스 12》 임시 진행 (2025년 7월 25일)

### 라디오
- KBS 제1라디오 《KBS 뉴스와이드》
- KBS 제3라디오 《함께하는 세상 만들기》
- KBS 제1라디오 《월드 투데이》
- KBS 제1라디오 《라디오 24시 주말》
- KBS 해피FM 《지식충전소》
- KBS 한민족방송 《경제를 배웁시다》
- KBS 제1라디오 《KBS 제1라디오 저녁종합뉴스 평일》
- KBS 한민족방송 《보고 싶은 얼굴 그리운 목소리》
- KBS 제1라디오 《싱싱 농수산》
- KBS 한민족방송, KBS 제3라디오 《대한민국 인기가요》
- KBS 제1라디오 《김희수의 경제쇼》 임시진행 (2025년 8월 7일 ~ 8월 14일)